# Hemipodus roseus
Hemipodus roseus är en ringmaskart som beskrevs av Jean Louis Armand de Quatrefages de Bréau 1866. Hemipodus roseus ingår i släktet Hemipodus och familjen Glyceridae. Inga underarter finns listade i Catalogue of Life.